# Jan Otłowski
Jan Otłowski (ur. 15 maja 1918 w Chojnowie, zm. 2 czerwca 2005 w Smoky Lake) – prezbiter, chrystusowiec, teolog.
Syn Mateusza i Anny z Szymanowiczów. Brat Stanisława, Franciszka, Feliksa, Józefa, Heleny (Zdanowskiej) i Władysława. Pochodził z rodziny włościańskiej. Po ukończeniu szkoły podstawowej, dalszą naukę kontynuował w Gimnazjum im św. Stanisława Kostki w Płocku, którą ukończył egzaminem maturalnym. Do Towarzystwa Chrystusowego wstąpił 14 sierpnia 1936 i we wrześniu tegoż roku rozpoczął kanoniczny nowicjat w Potulicach. Pierwszą profesję zakonną złożył 29 września 1937. Po nowicjacie rozpoczął dwuletnie studia filozoficzne w Wyższym Seminarium Duchownym w Gnieźnie. Studia teologiczne rozpoczęte w Poznaniu, przerwał wybuch II wojny światowej. Kontynuował je, podobnie jak i inni chrystusowcy, w Krakowie. Profesję dozgonną złożył w Krakowie u oo. Kapucynów 29 września 1940. U księży Salezjanów na Dębnikach złożył w 1943 egzamin z teologii. W tym samym roku przyjął z rąk biskupa Stanisława Rosponda święcenia subdiakonatu, a z rąk biskupa Michała Godlewskiego święcenia diakonatu. 23 maja 1943 z rąk biskupa Godlewskiego przyjął święcenia kapłańskie.
Pierwszą pracę duszpasterską podjął jako rezydent-pomocnik w parafii Bolesław w diecezji tarnowskiej. Po kilku miesiącach powrócił do Krakowa i podjął pracę duszpasterską na Prądniku, początkowo w obozie przejściowym dla wywożonych na roboty przymusowe do Niemiec, następnie jako kapelan w szpitalu gruźliczym (do 1946). Po wyzwoleniu studiował w Krakowie na Uniwersytecie Jagiellońskim, uzyskując w 1946 stopień magistra teologii. W tym samym roku został kapelanem sióstr w Kiekrzu k. Poznania. Po roku pracy, a następnie otrzymaniu dyspensy od założyciela zakonu, kard. Augusta Hlonda (z racji brakujących lat do objęcia urzędu) został mianowany w 1948 magistrem nowicjatu braci zakonnych w Morasku k. Poznania. W l. 1950–1953 wykładał teologię w Wyższym Seminarium Duchownym Towarzystwa Chrystusowego. We wrześniu 1953 mianowany ojcem duchownym w domu studiów Towarzystwa w Ziębicach, a 30 października 1954 – spowiednikiem mieszkańców domu ziębickiego. W 1955 został odwołany do Poznania i skierowany do duszpasterstwa na Pomorzu Zachodnim. Gdy władze państwowe nie wyraziły zgody na objęcie przez ks. Otłowskiego stanowiska wikariusza w Stargardzie Szczecińskim, pomagał w kilku parafiach prowadzonych przez chrystusowców. Dopiero w 1957 został wikariuszem w Szczecinie.
Jako pierwszy chrystusowiec wyjechał z Poznania do pracy polonijnej w Kanadzie. 8 grudnia 1957 objął obowiązki proboszcza polskiej parafii w Calgary. Tam włączył się w gorliwą pracę duszpasterską. Jego staraniem wybudowano polski kościół pod wezwaniem Matki Boskiej Królowej Pokoju. W czasie wizytacji przez przełożonego generalnego ks. Ignacego Posadzego otrzymał ustną nominację na superiora regionalnego chrystusowców w Kanadzie, potwierdzoną pismem z 30 maja 1963. W 1967 został ponownie mianowany przełożonym domowym w Calgary. W latach 1968–1978 przebywał w USA. Pełnił obowiązki kapelana sióstr zmartwychwstanek w Castleton-on-Hudson i przez pięć lat – kapelana sióstr felicjanek w Enfield (Connecticut). Następnie przeszedł do duszpasterstwa parafialnego: przez trzy lata był asystentem w parafii Matki Boskiej Szkaplerznej w Wyandotte (Michigan). W 1986 wrócił do Calgary i rezydował w parafii Holy Name. We wrześniu 1994 został przeniesiony do klasztoru Sióstr Najświętszego Imienia Jezus w Smoky Lake (Alberta). Przebywając tam, opracował i wydał w Londynie książkę pt. Prawo miłości w świetle rozumu, objawienia i religii (2000), zawierającą jego przemyślenia i wnioski z życia kapłańskiego i pracy duszpasterskiej. W maju 2003 w Calgary uroczyście obchodził 60. rocznicę kapłaństwa.